# Fine China
«Fine China» — песня американских рэперов Фьючера и Juice WRLD, выпущенная в качестве сингла 15 октября 2018 года на лейбле Epic с совместного микстейпа Wrld on Drugs (2018). Она была написана Фьючером и WRLD и спродюсирована Wheezy, Psymun и SinGrinch.

## Композиция
Песня была написана в студийной сессии Фьючера и Juice WRLD в июле 2018 года.

## Чарты
| Чарт (2018)                           | Высшая позиция |
| ------------------------------------- | -------------- |
| Австралия (ARIA)                      | 85             |
| Австрия (Ö3 Austria Top 40)           | 61             |
| Канада (Billboard Canadian Hot 100)   | 24             |
| Ирландия (IRMA)                       | 54             |
| Новая Зеландия (RMNZ)                 | 9              |
| Норвегия (VG-lista)                   | 37             |
| Словакия (Singles Digitál Top 100)    | 91             |
| Швеция (Sverigetopplistan)            | 54             |
| Великобритания (OCC UK Singles)       | 55             |
| США (Billboard Hot 100)               | 26             |
| США (Billboard Hot R&B/Hip-Hop Songs) | 14             |
| США (Billboard Rhythmic)              | 26             |

## Сертификации
| Регион | Сертификация | Продажи   |
| --- | ------------ | --------- |
| Канада (Music Canada) | Платиновый   | 80 000    |
| США (RIAA) | Платиновый   | 1 000 000 |
| * Данные о продажах приведены только на основе сертификации. · ^ Данные о тиражах приведены только на основе сертификации. · Данные о продажах + прослушиваниях приведены только на основе сертификации. |              |           |